# Franziska Appel
Franziska Appel geb. Rind (geboren am 21. Februar 1892 in Wien; gestorben am 29. April 1943 ebenda) war eine österreichische Schneiderin und Widerstandskämpferin gegen den Nationalsozialismus. Sie wurde von der NS-Justiz zum Tode verurteilt und geköpft.

## Leben
Appel lebte im 8. Wiener Gemeindebezirk, der Josefstadt. Am 18. Oktober 1917 heiratete sie den Buchdruckergehilfen Julius Appel (verstorben 1951). Sie schloss sich 1931 der Sozialdemokratischen Arbeiterpartei Österreichs und 1934 den Revolutionären Sozialisten an.  Bis 1938 war sie Kassierin der Sozialistischen Arbeiterhilfe (SAH), die aus der 1934 verbotenen Societas – Sozialistische Arbeiterhilfe entstand und Familien politisch Verfolgter unterstützte. 1939 wurde sie Bezirkskassierin für den 8. Wiener Bezirk der seit Mai 1933 verbotenen Kommunistischen Partei Österreichs (KPÖ). Außerdem sammelte sie Spenden für die Österreichische Rote Hilfe. 
Am 11. Juli 1941 wurde Franziska Appel mit ihrem Ehemann von der Gestapo Wien verhaftet, erkennungsdienstlich behandelt und verhört. Am 13. November 1942 wurde sie gemeinsam mit Anna und Leopold Herbrich, Walter Kosjek und Franz Ludwig Langer vom Volksgerichtshof zum Tode verurteilt. 

„Diese [Angeklagten] haben sich unermüdlich während des Krieges, dessen Bedeutung für das Schicksal des deutschen Volkes ihnen bekannt gewesen ist, mit dem Bolschewismus identifiziert. Sie haben insbesondere durch Verbreitung von Flugschriften eine besonders gefährliche Tätigkeit entfaltet. Der Gedanke der Sühne und des Schutzes der Volksgemeinschaft lässt eine andere Wahl als die Todesstrafe nicht zu. Leopold und Anna Herbrich, Kosjek, Langer und Franziska Appel werden daher zum Tode verurteilt.“

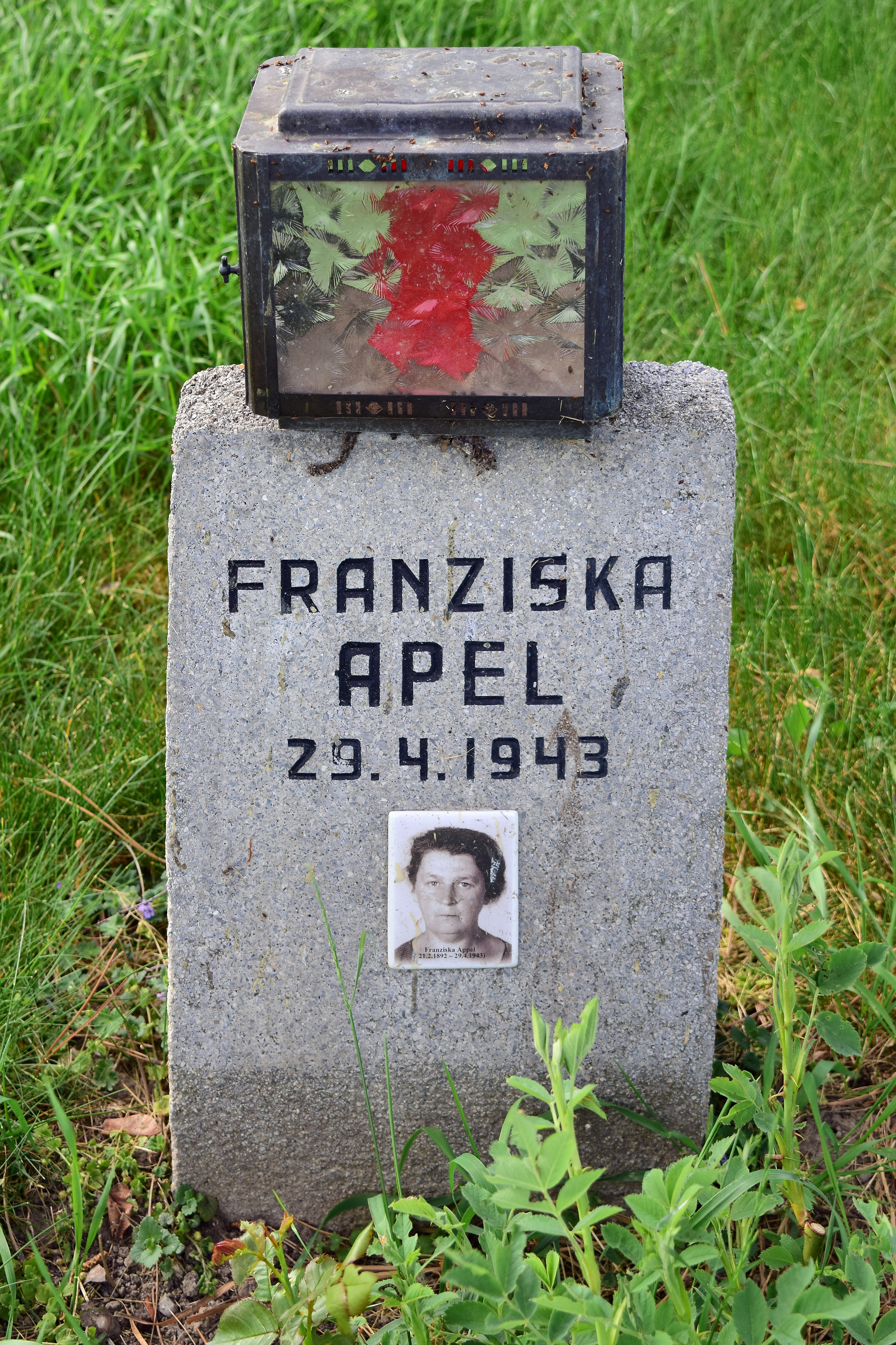
Grabstein auf dem Wiener Zentralfriedhof, Gruppe 40

Die Hinrichtung durch das Fallbeil erfolgte am 29. April 1943 um 18:18 Uhr im Wiener Landesgericht. Am selben Tag wurden auch die vier Mitangeklagten und 18 weiteren Widerstandskämpfer hingerichtet. Appel wurde in der Schachtgräberanlage der Gruppe 40 (Reihe 28/Grab 13) des Wiener Zentralfriedhofes bestattet.

## Gedenken
- Gedenktafel der KPÖ in der Wiener Drechslergasse
- Gedenktafel im ehemaligen Hinrichtungsraum des Wiener Landesgerichts

## Namensgleichheit
Es gibt eine zweite Frau desselben Namens, die Opfer des NS-Regimes wurde. Franziska Appel, geb. Klein (1884–1942) lebte in Frankfurt am Main und wurde in der Region Lublin ermordet. Ein Stolperstein zu ihrer Erinnerung findet sich in der Liste der Stolpersteine in Frankfurt-Altstadt. Eine dritte Frau namens Franziska Appel gründete 1985 in Wien die  Listo Videofilm GesmbH.